# Thure Åslin
 Ture Eugén Åslin, född 17 februari 1915 i Skönsberg, Sköns församling, Västernorrlands län, död 27 maj 1967 i Färila församling, Färila, Gävleborgs län, var en svensk målare.
Han var son till torparen Hans Erik Åslin och Britta Olivia Boström och under en period gift med socialkurator Karin Åslin. Efter avslutad skolgång arbetade han fem år som bagare. Han bedrev konststudier för teckningsläraren O Lindström i Sundsvall 1925–1940 och var elev vid Grünewalds målarskola några månader 1944–1945. Han företog ett flertal studieresor till bland annat Norge, Danmark och Spanien. Separat ställde han från 1944 ut i Sundsvall ett flertal gånger och på bland annat Strömgalleriet i Stockholm och i ett flertal norrländska städer. Hans konst består av landskapsskildringar med forsar och fjäll i mustiga färger. Åslin är representerad vid Hudiksvalls museum och Östergötlands museum.